# Cours Pierre-Puget
Le Cours Pierre-Puget est une voie située dans les 6e et 7e arrondissements de Marseille. 

## Situation et accès
Il relie la place Estrangin-Pastré à la colline Pierre Puget et à la rue du Commandant-de-Surian, en passant devant le palais de justice. Au pied du jardin se trouve la statue de Pierre Puget, sculptée par Henri-Édouard Lombard, qui se trouvait auparavant place du Général-de-Gaulle.

## Origine du nom
Il honore le sculpteur, dessinateur, peintre et architecte français Pierre Puget (1620-1694).

## Historique
Ce cours est créé en 1800 par le préfet Charles Delacroix qui institue des ateliers pour donner du travail aux habitants de la commune et qui sont employés pour la création de ce cours qui portera le nom de cours Bonaparte. Une colonne de granit surmontée d’un buste de Bonaparte est placée dans la partie haute du cours. À la chute de l’Empire, le buste de Napoléon est abattu.

## Lieux notables
- Au n°24 vécut Hubert Giraud, député des Bouches-du-Rhône[1]